# 16671 Tago
16671 Tago è un asteroide della fascia principale. Scoperto nel 1994, presenta un'orbita caratterizzata da un semiasse maggiore pari a 3,0492069 UA e da un'eccentricità di 0,1899176, inclinata di 11,53202° rispetto all'eclittica.